# Zienswijze (bestuursrecht)
Een zienswijze is een reactie die een belanghebbende (een natuurlijke of rechtspersoon) aan het bevoegd gezag kan sturen als reactie op een ontwerp-besluit. Het kan bijvoorbeeld gaan om een ontwerp-bouwvergunning, een ontwerp-bestemmingsplan of een ontwerp-milieuvergunning (ontwerp-beschikking Wet Milieubeheer).
Zienswijzen kunnen worden ingediend tijdens de periode dat het ontwerp-besluit ter inzage ligt. Over het algemeen is hier een periode voor 6 weken voor.
Het bevoegd gezag houdt eventueel rekening met ingediende zienswijzen. Vervolgens neemt het bevoegd gezag een besluit. Als een indiener van een zienswijze vindt dat het bevoegd gezag zijn visie niet of onvoldoende heeft meegewogen bij het nemen van het besluit, dan kan hij bezwaar maken en/of in beroep gaan. Bij een ontwerp-bestemmingsplan is het noodzakelijk om een zienswijze in te dienen om later tegen het besluit in beroep te kunnen gaan.
Een zienswijze die te laat wordt ingediend wordt onontvankelijk verklaard. 